# Antonio Saverio Gentili
Antonio Saverio Gentili, italijanski rimskokatoliški duhovnik, škof in kardinal, * 9. februar 1681, Rim, † 13. marec 1753, Rim.

## Življenjepis
1. januarja 1724 je prejel duhovniško posvečenje.
17. marca 1727 je postal naslovni nadškof in 23. marca istega leta je prejel škofovsko posvečenje.
Leta 1728 je bil postavljen za tajnika v Rimski kuriji.
24. septembra 1731 je bil povzdignjen v kardinala.
20. marca 1737 je bil imenovan za prefekta Zbora Rimske kurije.